# کنتارو اوتانی
کنتارو اوتانی (به ژاپنی: 大谷健太郎، Kentarō Ōtani) (زادهٔ ۱۹۶۵) کارگردان اهل ژاپن است.